# (330455) Anbrysse
(330455) Anbrysse est un astéroïde de la ceinture principale.

## Description
(330455) Anbrysse est un astéroïde de la ceinture principale. Il fut découvert le 9 novembre 2005 à Uccle par Peter De Cat. Il présente une orbite caractérisée par un demi-grand axe de 2,56 UA, une excentricité de 0,05 et une inclinaison de 6,0° par rapport à l'écliptique.